# Putsch von 1886

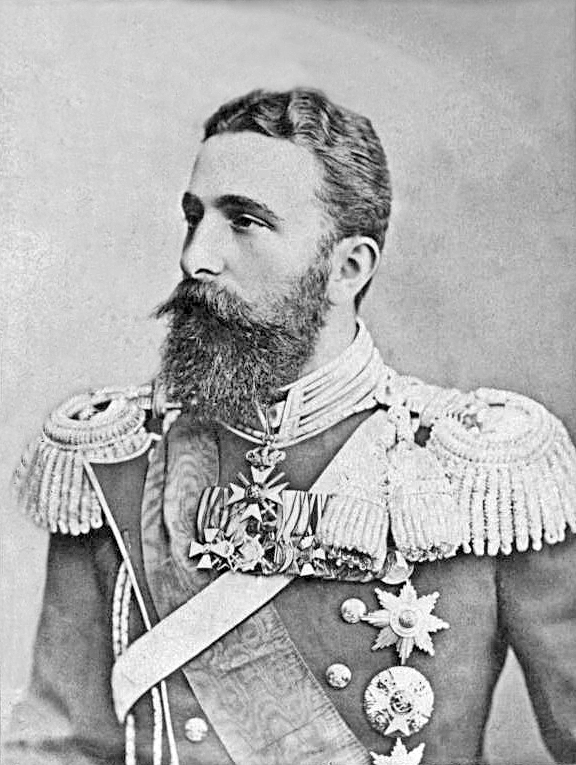
Alexander I. von Bulgarien

Der Putsch vom 9. August 1886 (bulgarisch Превратът в България през 1886), in Bulgarien auch als Neunter-August-Putsch (bulg. Деветоавгустовски преврат/Dewetoawgustowski prewrat) bekannt, war ein erfolgreicher Staatsstreich prorussischer Offiziere gegen Fürst Alexander I. von Bulgarien und zwang diesen zur Abdankung. Der Staatsstreich wurde auf russisches Betreiben hin durchgeführt.

## Vorgeschichte
Als Reaktion gegen die Entscheidungen des Berliner Kongresses gründeten sich die Komitees Edinstwo (Единство/Einheit). Das Erste Komitee wurde in Weliko Tarnowo ins Leben gerufen. Die Komitees hatten sich das Ziel gesetzt, diese Entscheidungen zu revidieren und „Bulgarien in seinen nationalen Grenzen wiederherzustellen, wie sie im Frieden von San Stefano vereinbart waren“. Eine ihrer ersten Handlungen war die Vorbereitung und Durchführung des Kresna-Raslog-Aufstandes (1878) in Makedonien.
Im September 1885 vereinigte sich die osmanische Provinz Ostrumelien, nach einem Militärputsch unter Leitung des Bulgarischen geheimen revolutionären Zentralkomitees, mit dem Fürstentum Bulgarien. Die Vereinigung Bulgariens wurde jedoch von Österreich-Ungarn und Russland missbilligt, Großbritannien hingegen stellte sich hinter das Fürstentum. Österreich-Ungarn signalisierte dem mit ihm verbündeten Serbien, das sich offen gegen das bulgarische Vorgehen wandte, Rückendeckung. Daraufhin brach der Serbisch-Bulgarische Krieg aus. Der Krieg endete mit der Niederlage Serbiens und dem Frieden von Bukarest am 3. März 1886. Gegenseitige Gebietsforderungen wurden darin ausgeschlossen und das Osmanische Reich akzeptierte grundsätzlich die Vereinigung unter der Bedingung, dass Fürst Alexander I. von Bulgarien über Ostrumelien weiterhin als formal vom Sultan eingesetzter Statthalter regieren solle.
Russland war jedoch unzufrieden und der russische Zar Alexander III. weigerte sich den bulgarischen Fürsten Alexander I. als Herrscher des vergrößerten Bulgarien anzuerkennen. Anfang Mai 1886 misslang eine Verschwörung der prorussische Kräfte in Burgas unter der Führung des russischen Oberst Nikolaj Nabokow gegen Alexander I. Der Fürst wollte die Hafenstadt im Vorfeld der ersten gesamtbulgarischen Parlamentswahlen besuchen. Ziel der Verschwörung war es, Alexander I. zu überfallen und ihn per Schiff nach Russland zu verschleppen. Alle Beteiligten wurden gefangen genommen, jedoch nach dem Eingreifen Russlands wieder freigelassen.

## Vorbereitungen
Der Putsch vom 9. August 1886 wurde vom Oberst Radko Dimitriew geleitet. Er wurde von Oberst Georgi Wassow, dem stellvertretenden Kriegsminister Atanas Benderew und dem Leiter der Militärakademie in Sofia Petar Gruew unterstützt. Bereits Anfang bis Mitte Juli wurde der Großteil der Militärverbände um Sofia auf Befehl Benderews an die serbische Grenze verlegt. Das Struma-Regiment wiederum wurde von Kjustendil nahe der bulgarischen Hauptstadt nach Pernik verlegt. Die Putschisten konnten daraufhin die Offiziere des Struma-Regiments für sich gewinnen. Neben dem russischen Botschafter war auch die Regierung von Petko Karawelow vom möglichen Putsch unterrichtet. Diese unternahm keine Gegenmaßnahmen, da sie selbst versuchte den Fürst zur Abdankung zu überzeugen.

## Putsch vom 9. August

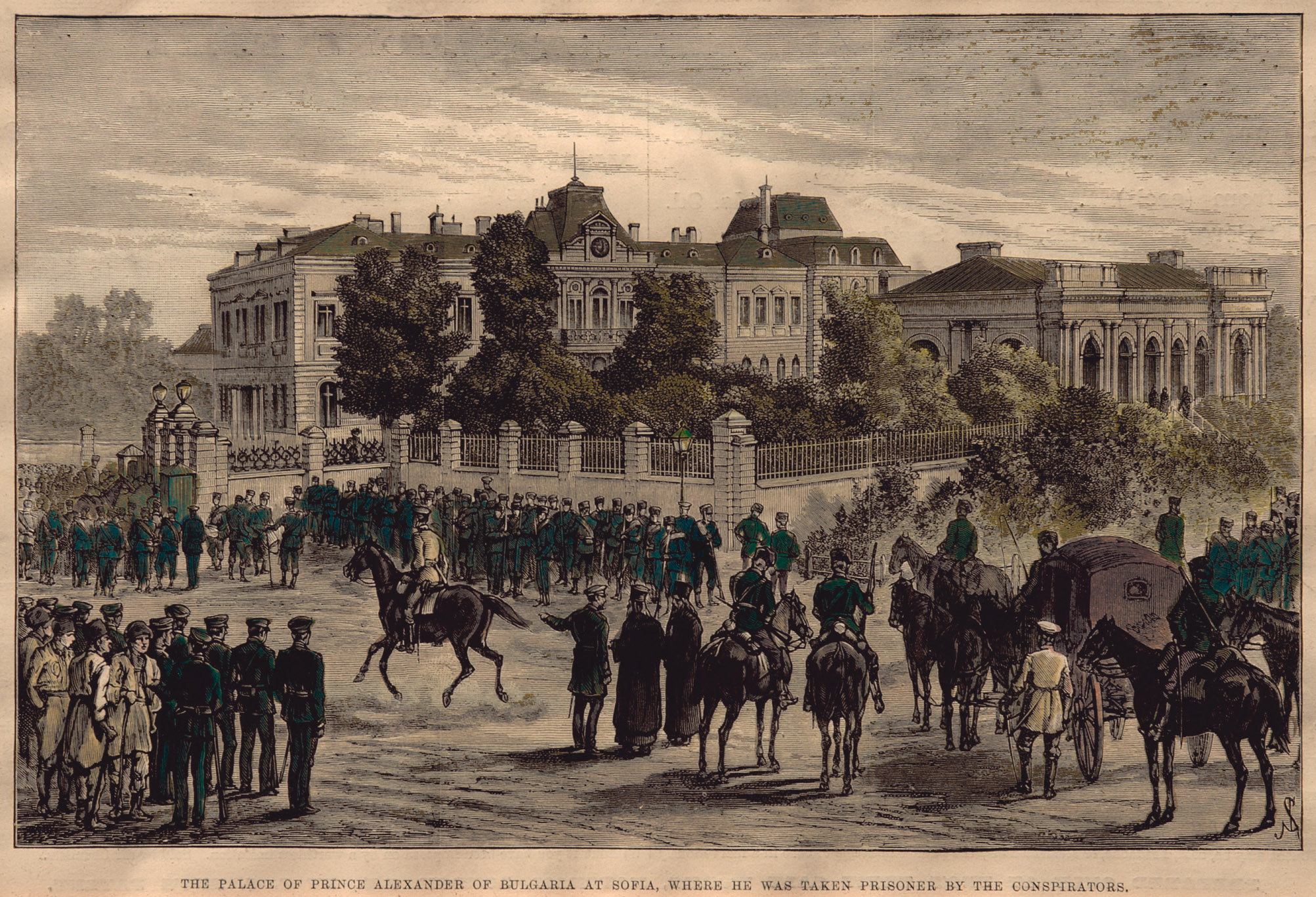
Der umzingelte Palast

In der Nacht vom 8. Augustjul. / 20. August 1886greg. auf den 9. Augustjul. / 21. August 1886greg. rückten Teile des Struma-Regiments und Junker der Militärakademie in die bulgarischen Hauptstadt ein, nahmen die dort verbliebene Einheiten gefangen und konnten die Wachen des Zarenpalastes überwinden. Fürst Alexander I. wurde daraufhin gefangen genommen und gezwungen ein Abdankungsdekret zu unterschreiben. Daraufhin wurde er nach Lom gebracht und über die Donau mit der Yacht Aleskandar I. außer Landes nach Russland verschleppt. Im russischen Reni ging die Eskorte ans Land und übergab den Fürsten an den russischen Kommandanten der Stadt. Da die Anweisungen aus Moskau verfügten, dass Aleskandar I. sich frei bewegen konnte, nahm er den Zug über Odessa ins österreichische Lemberg wo er am 15. Augustjul. / 27. August 1886greg. ankam.
Nachdem sie ihr Ziel erreicht hatten, versuchten die Putschisten eine Übergangsregierung der nationalen Einheit unter der Führung von Karawelow zu bilden. Dieser weigerte sich jedoch und am Abend des 9. August wurde Erzbischof Kliment Tarnowski zum Ministerpräsidenten ernannt. Zu weiteren Mitglieder der Übergangsregierung wurden Christo Stojanow, Dragan Zankow, Konstantin Welitschkow, Todor Burow, Wassil Radoslawow und Major Konstantin Nikiforow ernannt.
Am 10. August sprach sich zunächst Stefan Stambolow, der Präsident des bulgarischen Parlaments, der sich zu diesem Zeitpunkt in seiner Heimatstadt Weliko Tarnowo befand, gegen den Putsch aus. Weiter weigerte sich Major Nikiforow der Regierung beizutreten, das Plewen-Regiment in Lowetsch weigerte sich den Putsch und die neue Regierung anzuerkennen und in Sewliewo protestierten die Liberalen gegen den Putsch. In Warna setzten Soldaten ihre Offiziere ab, die sich für den Putsch ausgesprochen hatten.

## Auswirkungen

### Gegenputsch
Auch am 10. August gab es Widerstand gegen den Putsch. So sprachen sich führende Offiziere der Plowdiw-Brigade und deren Befehlshaber, Oberstleutnant Sawa Mutkurow, gegen den Putsch aus. Sie wurden von mehreren führenden Liberalen in der Stadt, wie Iwan Stojanowitsch und Dimitar Tontschew, und vom dortigen britischen Konsul unterstützt. Nachdem sie sich der politischen Unterstützung sicher waren, setzten sich die Offiziere mit den Einheiten in Pasardschik, Chaskowo, Stara Sagora und Warna in Verbindung, welche sich ebenfalls gegen den Putsch und die Übergangsregierung ausgesprochen hatten und begannen Truppen in Plowdiw zu konzentrieren.
Am 11. August proklamierte Stefan Stambolow, als Parlamentspräsident und in dieser Situation als einziger legitim vom Volke gewählter Staatsvertreter, den Putsch für gesetzwidrig und setzte Sawa Mutkurow als Oberbefehlshaber der Bulgarischen Armee ein. Ebenfalls drohte er den Putschisten mit der Todesstrafe und stellte ihnen das Ultimatum, binnen 24 Stunden ihre Ämter niederzulegen. In den darauffolgenden Tagen rückten die Truppen von Mutkurow und Nikiforow gemeinsam auf die bulgarische Hauptstadt zu und konnten dort die Ordnung unter der Führung von Stambolow wiederherstellen. Stambolow setzte seinerseits am 12. August Karawelow als Ministerpräsidenten ein und forderte die Rückkehr des Fürsten Alexander I., der kurz darauf nochmals auf den Thron Bulgariens zurückkehrte. Am 7. September 1886 verzichtete er dann aber endgültig auf die Herrschaft, da er nicht mehr das Vertrauen des russischen Zaren genoss.

### Weitere Revolten
Russland initiierte jedoch weitere Militärrevolten. So unter anderem in der Nacht des 22. Oktober, als es prorussischen Kräften gelang die Garnison von Burgas unter die Führung von Oberst Nabokow zu stellen. Die Aufständischen in Burgas riefen eine provisorische Regierung aus und verhängten das Kriegsrecht. Gegen die Aufständischen schickte die Zentralregierung die Ajtos-Kompanie und Major Kosta Paniza mit weit reichenden Befugnissen. Am 24. Oktober gelang es den Regierungssoldaten, die Ordnung in der Hafenstadt wiederherzustellen. Ein Teil der Aufständischen wurde gefangen genommen, ein Teil konnte sich in das russische Konsulat in Burgas flüchten und ein Teil nach Konstantinopel absetzen. Am 26. Oktober ankerte das russische Kriegsschiff Sabjag (rus. Забяг) vor Burgas und ersuchte die Erlaubnis, Soldaten in der Stadt zu stationieren, um das russische Konsulat zu schützen. Diese Erlaubnis wurde nur den Offizieren gewährt. Major Paniza leitete das Militärgericht, das am darauf folgenden Tag den verbliebenen Aufständischen den Prozess machte. Damit wurde der Aufstand nach vier Tagen beendet.
Am 8. November 1886 brach schließlich das Russische Reich die diplomatischen Beziehungen zu Bulgarien ab. 1887 unterstützte Russland die Offiziersrevolten in Russe (organisiert von Olimpij Panow und Atanas Usunow) und in Silistra, die ebenfalls von Regierungstruppen niedergeschlagen wurden.